# Дом Сословий
Дом Сословий, Сословная палата (фин. Säätytalo, швед. Ständerhuset) — историческое здание в Хельсинки, столице Финляндии. Расположено напротив здания Банка Финляндии, непосредственно к северо-востоку от собора святого Николая. Памятник истории и архитектуры (рег. № 480/85).

## Описание
Здание было построено в 1888-1890 годах по проекту архитектора Карла Густава Нюстрёма и открыто в январе 1891 года. Тимпан, изображающий Александра I на Боргоском сейме 1809 года, был создан Эмилем Викстрёмом.
Финляндский сейм — орган сословного представительства Великого княжества Финляндского. Здание предназначалось для заседаний представителей трёх сословий: духовенства, горожан и крестьянства. Представители дворянских родов заседали в Рыцарском доме. Сословный сейм был заменён в ходе парламентской реформы 1906 основанием однопалатного парламента Финляндии, для которого выстроено отдельное здание, после чего Сословная палата используется в иных целях.
В 1945-46 годах в Доме Сословий прошли суды над военными преступниками по итогам Второй Мировой войны.
Сегодня в Сословном доме проводятся эпизодические заседания правительства. Это также место проведения официальных переговоров коалиции после всеобщих выборов и заседаний Высокого суда по импичменту. Кроме того, дом используется для проведения встреч научными и учебными организациями. Здание принадлежит Финляндской Республике через Senaatti-kiinteistöt.

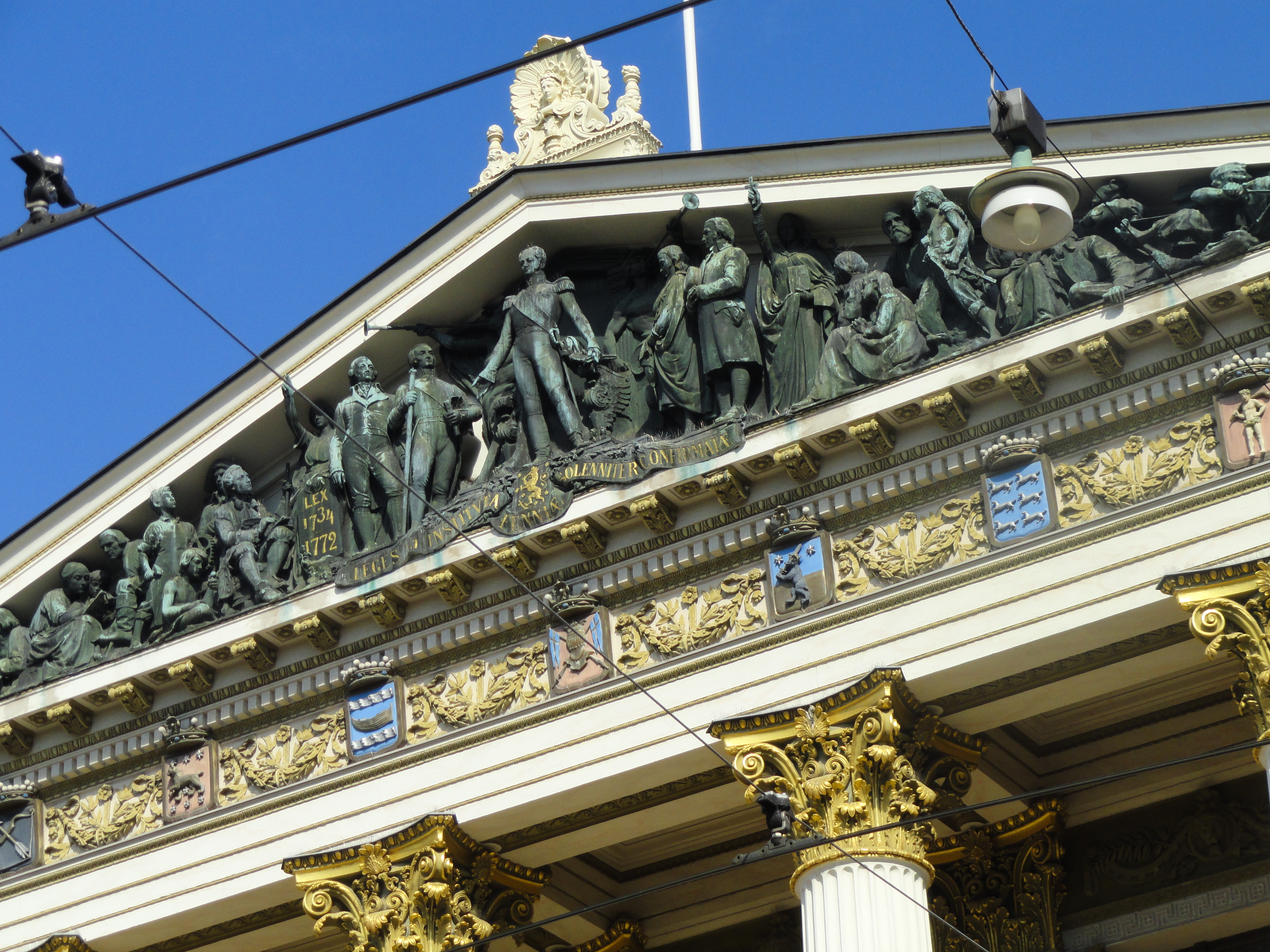
Горельеф с изображением Александра I.
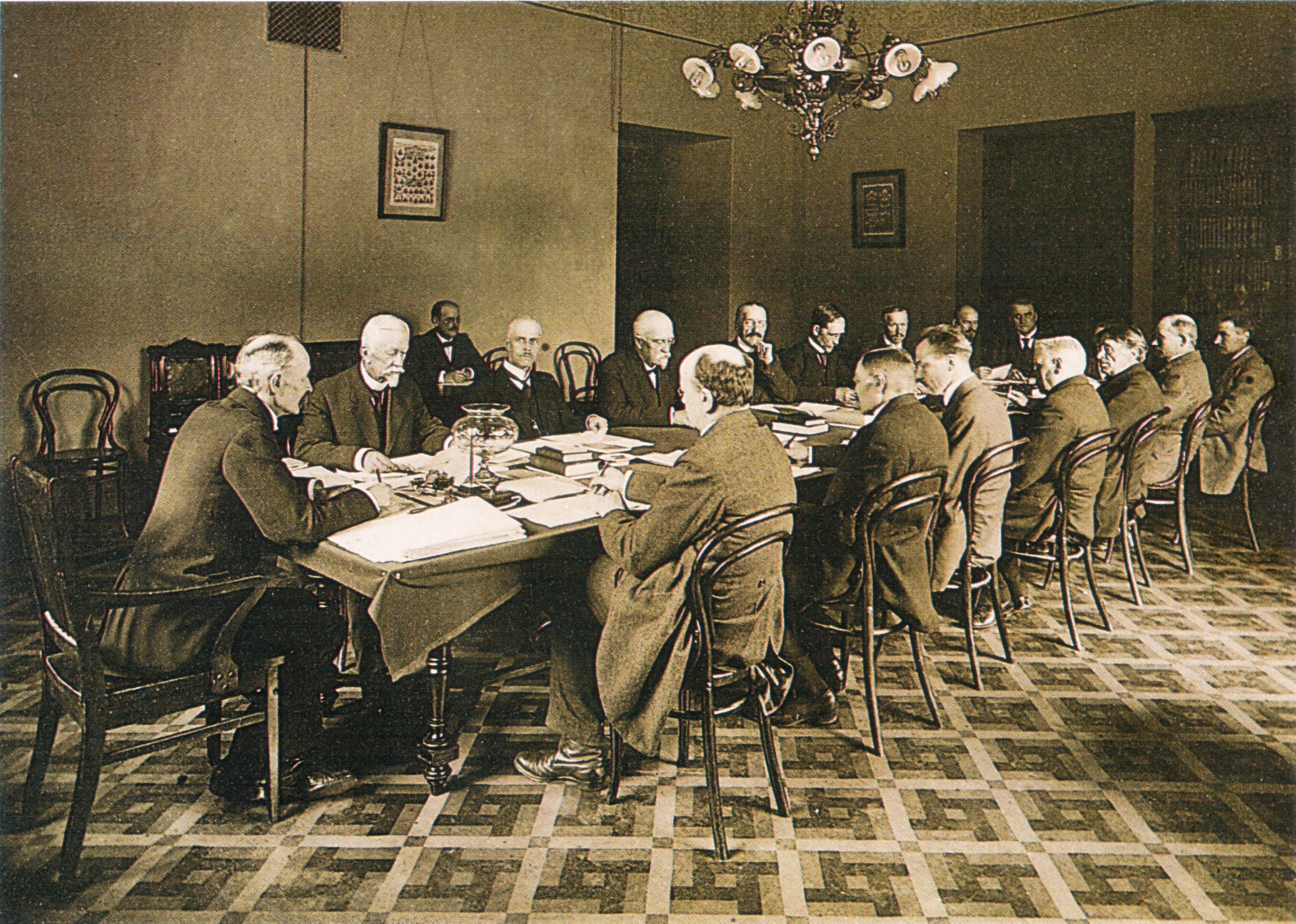
Заседание Конституционного комитета парламента Финляндии (фин. Perustuslakivaliokunta) в Сословном доме в 1918 году. Председатель комитета К. Ю. Стольберг на левом конце стола спиной к камере.
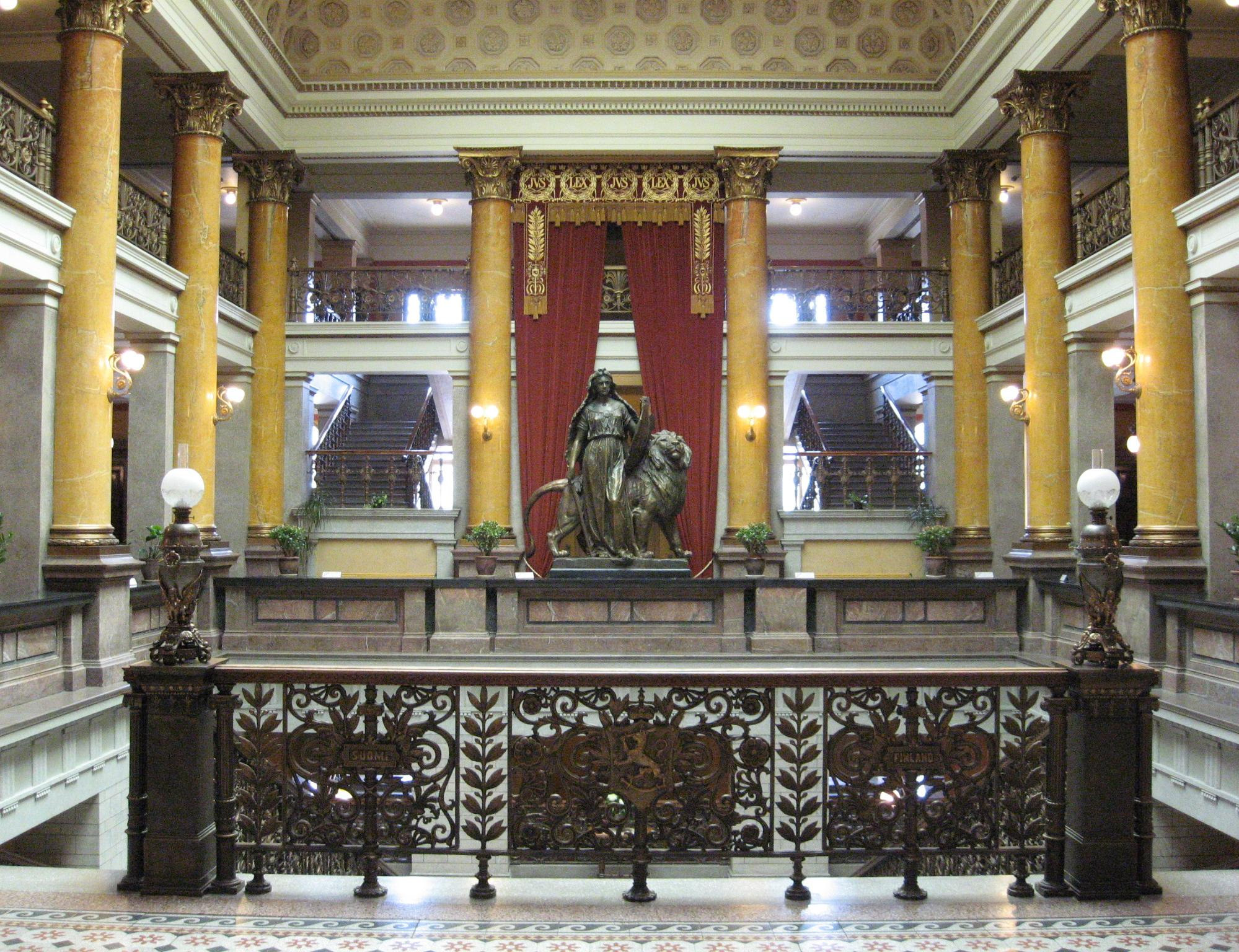
Интерьер и копия скульптуры Вальтера Рунеберга «Закон» с постамента его статуи Александра II.